# Kabinett Cameron I
David Cameron war vom 11. Mai 2010 bis zum 13. Juli 2016 Premierminister des Vereinigten Königreichs.
Am 6. Mai 2010 hatte Camerons Partei, die Conservative Party, bei der Unterhauswahl 36,1 % der Stimmen erhalten und 306 der Wahlkreise errungen.
Sie bildete eine Koalition mit den Liberaldemokraten (57 Wahlkreise).
Sein Koalitionskabinett löste das Kabinett Brown ab. Es bestand bei Amtsantritt im Juni 2010 aus 18 Konservativen und 5 Liberaldemokraten; fünf der Kabinettsmitglieder waren Frauen.
Cameron regierte mit einer Koalition aus seiner Conservative Party („Tories“) und den Liberal Democrats. Dies war die erste Koalitionsbildung im Vereinigten Königreich seit Generationen; das britische Wahlrecht begünstigt große und benachteiligt kleine Parteien (siehe auch Politisches System des Vereinigten Königreichs).

## Regierungszeit
Bei der Wahl am 6. Mai 2010 erzielte erstmals seit 1974 keine Partei eine absolute Mehrheit; es kam zu einem hung parliament. Gordon Brown trat zurück.
Die Liberaldemokraten verhandelten mit den Konservativen und mit Labour; danach entschieden sie sich für eine Koalition mit den Konservativen. Diese Entscheidung fiel in der Fraktion einstimmig und im Parteirat bei einer Gegenstimme.
Konservative und Liberaldemokraten hatten eine Stimmenmehrheit im Unterhaus (House of Commons); ein Bündnis aus Labour und Liberaldemokraten wäre dagegen auf die Unterstützung von Regionalparteien angewiesen gewesen.
Das Hauptthema der sich anschließenden Legislaturperiode war die Weltwirtschafts- und Finanzkrise, die das Vereinigte Königreich mit London als einem der wichtigsten Zentren für Finanzdienstleistungen schwer getroffen hatte. Infolge der Banken- und Finanzkrise stiegen das öffentliche Haushaltsdefizit und die Staatsverschuldung stark an. Die Regierung versuchte, dieser Entwicklung durch eine Politik der Ausgabenbegrenzung entgegenzutreten. Das Haushaltsdefizit ging zwar zurück, blieb aber weiterhin relativ hoch.
Der Liberale David Laws, Chefsekretär des Schatzamtes (in etwa einem deutschen Kanzleramtsminister entsprechend), trat am 29. Mai 2010 (nach 17 Tagen im Amt) zurück. Laws hatte sich vor seinem Amtsantritt als Minister Mietzahlungen seines Lebensgefährten James Lundie als eigene Spesen ausbezahlen lassen. Damit verstieß er gegen parlamentarische Vorschriften, die 2006 erlassen worden waren.
Als Motiv gab Laws an, seine sexuelle Orientierung vor öffentlicher Anteilnahme schützen zu wollen. Sein Kabinettskollege und Parteifreund Danny Alexander übernahm Laws' Ressort. Vor dem Hintergrund des Spesenskandals in der vorangegangenen Sitzungsperiode bezeichnete der Abgeordnete Elfyn Llwyd die (von Premierminister Cameron zunächst angedachte) Beibehaltung Laws' im Kabinett als „unhaltbar“. In Alexanders Amt rückte der Abgeordnete Michael Moore nach.
Liam Fox trat am 14. Oktober 2011 als Verteidigungsminister zurück, nachdem er wegen Vermischung privater und beruflicher Kontakte in die Kritik geraten war; der bisherige Verkehrsminister Philip Hammond wurde sein Nachfolger. Ihm folgte Justine Greening als neue Verkehrsministerin.
Am 3. Februar 2012 gab Energieminister (Secretary of State for Energy and Climate Change) Chris Huhne seinen Rücktritt bekannt. Grund dafür war der Vorwurf, seine Frau habe die Verantwortung für einen Geschwindigkeitsverstoß übernommen, den er selbst begangen haben soll. Am selben Tag wurde Anklage gegen ihn erhoben. Neuer Energieminister wurde Ed Davey.
Am 4. September 2012 gab Premierminister Cameron eine erste große Kabinettsumbildung bekannt.
Am 9. April 2014 wurde die Berufung von Sajid Javid zum Kulturminister bekanntgegeben, der damit Maria Miller ersetzte, die nach einer Spesenaffäre zurückgetreten war.
Ein zweites politisches Ereignis, das sich in der Legislaturperiode ereignete, war das Unabhängigkeitsreferendum in Schottland. Seit der Parlamentswahl in Schottland 2011 stellte die Scottish National Party (SNP) die schottische Regionalregierung. Die SNP hatte bei den letzten Wahlen immer mehr an Stimmen hinzugewonnen und die Forderung nach einem Referendum in Schottland über die mögliche Unabhängigkeit des Landes erhoben. Im Abkommen von Edinburgh vom 15. Oktober 2012 einigten sich David Cameron und der schottische First Minister Alex Salmond über die Abhaltung eines Referendums am 18. September 2014. Die Regierung Cameron nahm dieses Referendum lange Zeit nicht sonderlich ernst. Erst als in den Monaten vor der Abstimmung die Zustimmungsraten zur Unabhängigkeit in Schottland fast 50 % erreichten, beeilte sich die Regierung mit einigen Anzeichen von Hektik, den Schotten Zusagen für eine deutlich größere Regionalautonomie zu machen. Letztlich lehnte eine Mehrheit der Abstimmenden (55,3 %) in Schottland die Unabhängigkeit ab.
Am 14. Juli 2014 erklärten Außenminister William Hague und Minister ohne Geschäftsbereich Kenneth Clarke ihren Rücktritt. Hague übernahm bis zur Parlamentswahl den Vorsitz des House of Commons; er war damit weiterhin im Rang eines Ministers und Mitglied der Regierung. Einen Tag später gab Cameron eine weitergehende Kabinettsumbildung bekannt.
Am 15. Juni 2015 endete die fünfjährige Legislaturperiode des 55. Unterhauses. Bei der Unterhauswahl 2015 wurden die Konservativen stärkste Partei (36,9 % der Stimmen; Labour erhielt 30,5 %) und erhielten eine absolute Mehrheit der Abgeordnetensitze. Anschließend bildete Cameron seine Regierung zum Kabinett Cameron II um.

## Kabinettspositionen
| Zugehörigkeit |                   | Konservative |
| Zugehörigkeit | Liberaldemokraten |              |

| Amt | Bild | Person                      | Partei | Partei             | Amtszeit          | Amtszeit          |
| --- | ---- | --------------------------- | ------ | ------------------ | ----------------- | ----------------- |
| Premierminister Erster Lord des Schatzamtes Minister für den öffentlichen Dienst                                 |      | David Cameron               |        | Conservative Party | 11. Mai 2010      | 8. Mai 2015       |
| Stellvertretender Premierminister (zuständig für politische und wahlrechtliche Reformen) Lordpräsident des Rates |      | Nick Clegg                  |        | Liberal Democrats  | 11. Mai 2010      | 8. Mai 2015       |
| First Secretary of State                                                                                         |      | William Hague               |        | Conservative Party | 11. Mai 2010      | 8. Mai 2015       |
| Außenminister |      | William Hague               |        | Conservative Party | 11. Mai 2010      | 14. Juli 2014     |
| Außenminister |      | Philip Hammond              |        | Conservative Party | 14. Juli 2014     | 8. Mai 2015       |
| Schatzkanzler Zweiter Lord des Schatzamtes                                                                       |      | George Osborne              |        | Conservative Party | 11. Mai 2010      | 8. Mai 2015       |
| Chefsekretär des Schatzamtes                                                                                     |      | David Laws                  |        | Liberal Democrats  | 11. Mai 2010      | 29. Mai 2010      |
| Chefsekretär des Schatzamtes                                                                                     |      | Danny Alexander             |        | Liberal Democrats  | 29. Mai 2010      | 8. Mai 2015       |
| Verteidigungsminister                                                                                            |      | Liam Fox                    |        | Conservative Party | 11. Mai 2010      | 14. Oktober 2011  |
| Verteidigungsminister                                                                                            |      | Philip Hammond              |        | Conservative Party | 14. Oktober 2011  | 14. Juli 2014     |
| Verteidigungsminister                                                                                            |      | Michael Fallon              |        | Conservative Party | 14. Juli 2014     | 8. Mai 2015       |
| Lordkanzler Justizminister                                                                                       |      | Kenneth Clarke              |        | Conservative Party | 11. Mai 2010      | 4. September 2012 |
| Lordkanzler Justizminister                                                                                       |      | Chris Grayling              |        | Conservative Party | 4. September 2012 | 8. Mai 2015       |
| Innenministerin                                                                                                  |      | Theresa May                 |        | Conservative Party | 11. Mai 2010      | 8. Mai 2015       |
| Minister für Unternehmen, Innovation und Qualifikationen                                                         |      | Vince Cable                 |        | Liberal Democrats  | 11. Mai 2010      | 8. Mai 2015       |
| Gesundheitsminister                                                                                              |      | Andrew Lansley              |        | Conservative Party | 11. Mai 2010      | 4. September 2012 |
| Gesundheitsminister                                                                                              |      | Jeremy Hunt                 |        | Conservative Party | 4. September 2012 | 8. Mai 2015       |
| Minister/in für Umwelt, Ernährung und ländlichen Raum                                                            |      | Caroline Spelman            |        | Conservative Party | 11. Mai 2010      | 4. September 2012 |
| Minister/in für Umwelt, Ernährung und ländlichen Raum                                                            |      | Owen Paterson               |        | Conservative Party | 4. September 2012 | 14. Juli 2014     |
| Minister/in für Umwelt, Ernährung und ländlichen Raum                                                            |      | Liz Truss                   |        | Conservative Party | 14. Juli 2014     | 8. Mai 2015       |
| Bildungsminister/in Staatsministerin für Frauen und Gleichstellung                                               |      | Michael Gove                |        | Conservative Party | 11. Mai 2010      | 14. Juli 2014     |
| Bildungsminister/in Staatsministerin für Frauen und Gleichstellung                                               |      | Nicky Morgan                |        | Conservative Party | 14. Juli 2014     | 8. Mai 2015       |
| Minister für Kommunen und lokale Selbstverwaltung Staatsminister für Glaubensangelegenheiten                     |      | Eric Pickles                |        | Conservative Party | 11. Mai 2010      | 8. Mai 2015       |
| Minister/in für Kultur, Medien und Sport                                                                         |      | Jeremy Hunt                 |        | Conservative Party | 11. Mai 2010      | 4. September 2012 |
| Minister/in für Kultur, Medien und Sport                                                                         |      | Maria Miller                |        | Conservative Party | 4. September 2012 | 14. Juli 2014     |
| Minister/in für Kultur, Medien und Sport                                                                         |      | Sajid Javid                 |        | Conservative Party | 14. Juli 2014     | 8. Mai 2015       |
| Minister für Energie und Klimawandel                                                                             |      | Chris Huhne                 |        | Liberal Democrats  | 11. Mai 2010      | 3. Februar 2012   |
| Minister für Energie und Klimawandel                                                                             |      | Ed Davey                    |        | Liberal Democrats  | 3. Februar 2012   | 8. Mai 2015       |
| Minister/in für internationale Entwicklung                                                                       |      | Andrew Mitchell             |        | Conservative Party | 11. Mai 2010      | 4. September 2012 |
| Minister/in für internationale Entwicklung                                                                       |      | Justine Greening            |        | Conservative Party | 4. September 2012 | 8. Mai 2015       |
| Minister/in für Nordirland                                                                                       |      | Owen Paterson               |        | Conservative Party | 11. Mai 2010      | 4. September 2012 |
| Minister/in für Nordirland                                                                                       |      | Theresa Villiers            |        | Conservative Party | 4. September 2012 | 8. Mai 2015       |
| Minister für Schottland                                                                                          |      | Danny Alexander             |        | Liberal Democrats  | 11. Mai 2010      | 29. Mai 2010      |
| Minister für Schottland                                                                                          |      | Michael Moore               |        | Liberal Democrats  | 29. Mai 2010      | 7. Oktober 2013   |
| Minister für Schottland                                                                                          |      | Alistair Carmichael         |        | Liberal Democrats  | 7. Oktober 2013   | 8. Mai 2015       |
| Verkehrsminister/in                                                                                              |      | Philip Hammond              |        | Conservative Party | 11. Mai 2010      | 14. Oktober 2011  |
| Verkehrsminister/in                                                                                              |      | Justine Greening            |        | Conservative Party | 14. Oktober 2011  | 4. September 2012 |
| Verkehrsminister/in                                                                                              |      | Patrick McLoughlin          |        | Conservative Party | 4. September 2012 | 8. Mai 2015       |
| Minister/in für Wales                                                                                            |      | Cheryl Gillan               |        | Conservative Party | 11. Mai 2010      | 4. September 2012 |
| Minister/in für Wales                                                                                            |      | David Jones                 |        | Conservative Party | 4. September 2012 | 14. Juli 2014     |
| Minister/in für Wales                                                                                            |      | Stephen Crabb               |        | Conservative Party | 14. Juli 2014     | 8. Mai 2015       |
| Minister für Arbeit und Pensionen                                                                                |      | Iain Duncan Smith           |        | Conservative Party | 11. Mai 2010      | 8. Mai 2015       |
| Leader of the House of Lords                                                                                     |      | Thomas Galbraith            |        | Conservative Party | 11. Mai 2010      | 7. Januar 2013    |
| Leader of the House of Lords                                                                                     |      | Jonathan Hill               |        | Conservative Party | 7. Januar 2013    | 14. Juli 2014     |
| Leader of the House of Lords                                                                                     |      | Tina Stowell                |        | Conservative Party | 14. Juli 2014     | 8. Mai 2015       |
| Kanzler des Herzogtums Lancaster                                                                                 |      | Thomas Galbraith            |        | Conservative Party | 11. Mai 2010      | 7. Januar 2013    |
| Kanzler des Herzogtums Lancaster                                                                                 |      | Jonathan Hill               |        | Conservative Party | 7. Januar 2013    | 14. Juli 2014     |
| Kanzler des Herzogtums Lancaster                                                                                 |      | Oliver Letwin               |        | Conservative Party | 14. Juli 2014     | 8. Mai 2015       |
| Lordsiegelbewahrer                                                                                               |      | George Young                |        | Conservative Party | 11. Mai 2010      | 4. September 2012 |
| Lordsiegelbewahrer                                                                                               |      | Andrew Lansley              |        | Conservative Party | 4. September 2012 | 14. Juli 2014     |
| Lordsiegelbewahrer                                                                                               |      | Tina Stowell                |        | Conservative Party | 14. Juli 2014     | 8. Mai 2015       |
| Leader of the House of Commons                                                                                   |      | George Young                |        | Conservative Party | 11. Mai 2010      | 4. September 2012 |
| Leader of the House of Commons                                                                                   |      | Andrew Lansley              |        | Conservative Party | 4. September 2012 | 14. Juli 2014     |
| Leader of the House of Commons                                                                                   |      | William Hague               |        | Conservative Party | 14. Juli 2014     | 8. Mai 2015       |
| Weitere Teilnehmer der Kabinettssitzung                                                                          |      |                             |        |                    |                   |                   |
| Staatsminister ohne Geschäftsbereich Vorsitzender der Conservative Party                                         |      | Grant Shapps                |        | Conservative Party | 11. Mai 2010      | 8. Mai 2015       |
| Minister im Cabinet Office Paymaster General                                                                     |      | Francis Maude               |        | Conservative Party | 11. Mai 2010      | 8. Mai 2015       |
| Staatsminister beim Premierminister (Politischer Berater)                                                        |      | Oliver Letwin               |        | Conservative Party | 11. Mai 2010      | 8. Mai 2015       |
| Staatsminister für Universitäten und Wissenschaft Staatsminister für Städte und Verfassungsreformen              |      | David Willetts              |        | Conservative Party | 11. Mai 2010      | 14. Juli 2014     |
| Staatsminister für Universitäten und Wissenschaft Staatsminister für Städte und Verfassungsreformen              |      | Greg Clark                  |        | Conservative Party | 14. Juli 2014     | 8. Mai 2015       |
| Staatsminister für Schulen Staatsminister im Cabinet Office                                                      |      | David Laws                  |        | Liberal Democrats  | 4. September 2012 | 8. Mai 2015       |
| Staatsminister für Handel und Unternehmen Staatsminister für Energie Staatsminister für Portsmouth               |      | Matt Hancock                |        | Conservative Party | 14. Juli 2014     | 8. Mai 2015       |
| Staatsministerin für Arbeit                                                                                      |      | Esther McVey                |        | Conservative Party | 14. Juli 2014     | 8. Mai 2015       |
| Chief Whip im House of Commons Parlamentarischer Sekretär im Schatzamt                                           |      | Patrick McLoughlin          |        | Conservative Party | 11. Mai 2010      | 4. September 2012 |
| Chief Whip im House of Commons Parlamentarischer Sekretär im Schatzamt                                           |      | Andrew Mitchell             |        | Conservative Party | 4. September 2012 | 19. Oktober 2012  |
| Chief Whip im House of Commons Parlamentarischer Sekretär im Schatzamt                                           |      | George Young                |        | Conservative Party | 19. Oktober 2012  | 14. Juli 2014     |
| Chief Whip im House of Commons Parlamentarischer Sekretär im Schatzamt                                           |      | Michael Gove                |        | Conservative Party | 14. Juli 2014     | 8. Mai 2015       |
| Staatsministerin für auswärtiges und das Commonwealth                                                            |      | Sayeeda Warsi               |        | Conservative Party | 4. September 2012 | 14. Juli 2014     |
| Staatsministerin für auswärtiges und das Commonwealth                                                            |      | Baroness Anelay of St Johns |        | Conservative Party | 14. Juli 2014     | 8. Mai 2015       |
| Teilnehmer der Kabinettssitzung bei Bedarf                                                                       |      |                             |        |                    |                   |                   |
| Attorney General (Generalstaatsanwalt)                                                                           |      | Dominic Grieve              |        | Conservative Party | 11. Mai 2010      | 14. Juli 2014     |
| Attorney General (Generalstaatsanwalt)                                                                           |      | Jeremy Wright               |        | Conservative Party | 14. Juli 2014     | 8. Mai 2015       |